# Павовере
Павовере (лит. Pavoverė) — село в восточной части Литвы, входит в состав Пабрадского староства Швянчёнского района. По данным переписи 2011 года, население Павовере составляло 384 человека.

## География
Село расположено в южной части района. Находится на расстоянии 6,5 км к востоку от Пабраде и в 23 км к юго-западу от Швянчениса.

## Население
| 1868                                                                                                  | 1905 | 1931 | 1959 | 1970 | 1979 | 1986 |
| --- | ---- | ---- | ---- | ---- | ---- | ---- |
| 155                                                                                                   | 80   | 149  | 169  | 190  | 272  | 302  |
| 1989                                                                                                  | 2001 | 2011 | -    | -    | -    | -    |
| 374                                                                                                   | 423  | 384  | -    | -    | -    | -    |
| - * pagal enciklopedijos išleidimo metus. Metai, kurių duomenys pateikti enciklopedijoje, nenurodyti. |      |      |      |      |      |      |
| Гистограмма динамики населения                                                                        |      |      |      |      |      |      |

## Достопримечательности
- Костёл Святого Казимира — деревянный католический храм, построен в 1775 году.

## Инфраструктура
В деревне действует библиотека (основана в 1947 году) и медпункт.